# アイリーン・スタンリー

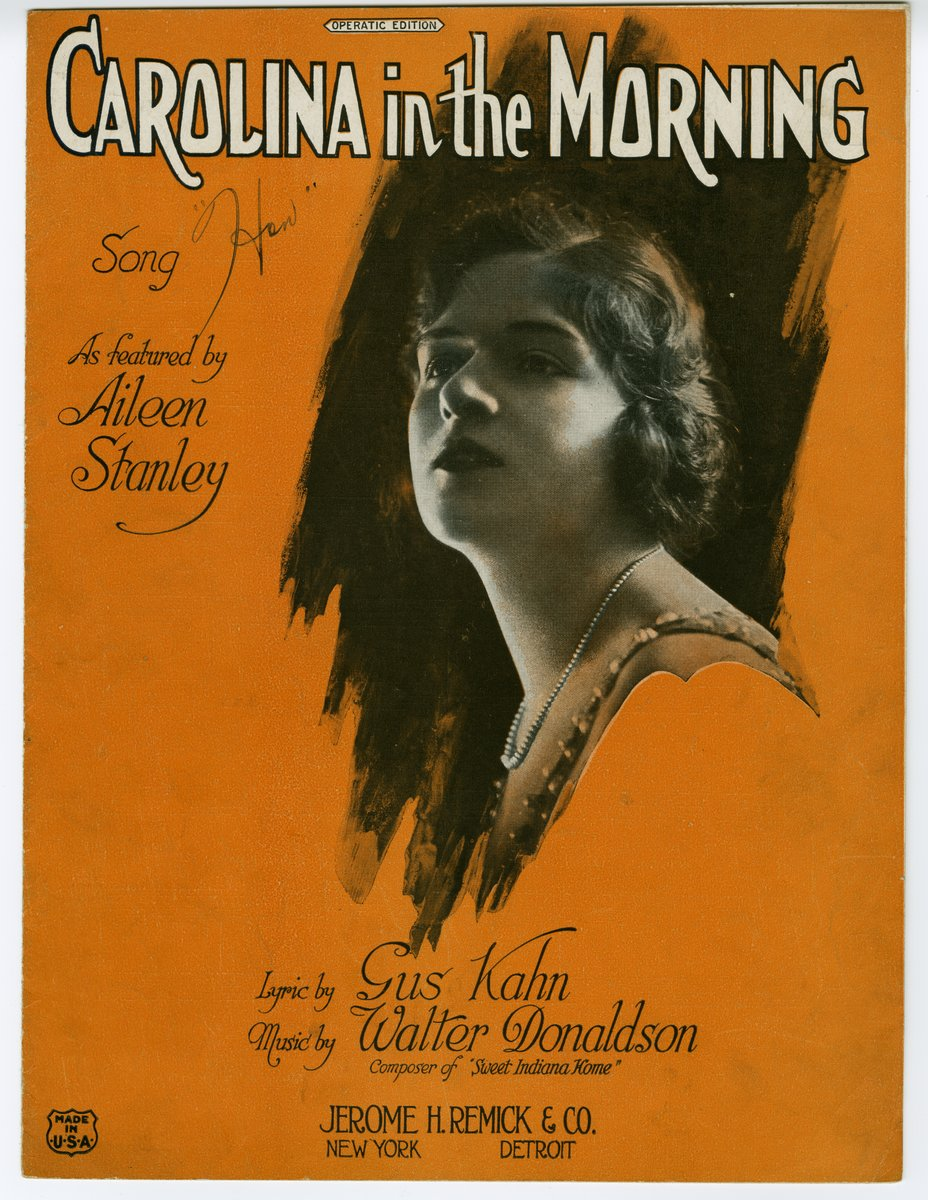
1922年の市販楽譜「Carolina in the Morning」の表紙に描かれたスタンリー。

アイリーン・スタンリー（Aileen Stanley、本名：モード・エルシー・アイリーン・マガリッジ、Maude Elsie Aileen Muggeridge、1897年 - 1982年3月24日）は、アメリカ合衆国のポピュラー音楽の歌手。

## 生い立ち
アイリーン・スタンリーは、本名をモード・エルシー・アイリーン・マガリッジといい、イリノイ州シカゴに生まれ、子どものころから、夫に先立たれ未亡人となっていた母親に勧められて、兄スタンリー (Stanley) と一緒に、スタンリー・アンド・アイリーンとしてヴォードヴィルで歌ったり、踊ったりしていた。兄がヴォードヴィルに出演するのを止めた後も、アイリーンはソロでの活動を続け、それまでの兄と一緒の名義の前後を入れ替えて新たな芸名とした。

## 初期の録音
スタンリーは、ヴォードヴィルやキャバレーに出演した。1920年代には、ニューヨーク市においてレヴュー・ショー『Silks And Satins』で注目され、この年に制作することになった数多くのレコードの最初の1枚を録音することになった。1920年代に彼女が吹き込んだレコードの大部分はビクタートーキングマシンのものであったが、エジソン・レコード (Edison Records)、パテ・レコード (Pathé Records)、オーケー・レコード (Okeh Records)、ブランズウィック・レコード (Brunswick Records)、ヴォカリオン・レコード (Vocalion Records)、ジェネット・レコード (Gennett Records) など、ニューヨーク市一帯に録音スタジオを構えていた他のレコードレーベルにも録音が残された。当時、彼女のレコードは、ほとんどが好調な売れ行きをみせた。
スタンリーは、アフリカ系アメリカ人のアーティストたちを取り上げると思われていたブラック・スワン・レコード (Black Swan Records) にも、メイミー・ジョーンズ (Mamie Jones)、ジョージア・ゴーラム (Georgia Gorham) といった変名で吹き込みをしていた。彼女のブルース曲の扱い方は、当時の北部の黒人ヴォードヴィル歌手たちに、よく似たものであった。彼女の出演を告げるビラなどには、「ザ・フォノグラフ・ガール (The Phonograph Girl)」とか「パーソナリティのある少女 (The Girl With The Personality)」といった謳い文句が用いられていた。後年、スタンリーは、「I'll Get By (As Long as I Have You)」は自分のために書かれた曲だ、と言っていたとされる。

## ビクターでの録音
スタンリーは、1925年にビクターで吹き込んだ曲のひとつ「When My Sugar Walks Down the Street」で、新人だったジーン・オースティン (Gene Austin) と一緒に歌い、オースティンの華々しい経歴の始まりを手助けした。
スタンリーは、J・ラッセル・ロビンソン (J. Russel Robinson) とコン・コンラッド (Con Conrad) が1920年に書いたジャズのスタンダード曲「Singin' the Blues」を吹き込み、レコード番号 Victor 18703 としてリリースした。また、ポール・ホワイトマン (Paul Whiteman) とフレッド・ローズが作曲した「Flamin' Mamie」を、ビリー・ユーク・カーペンター (Billy "Uke" Carpenter) によるウクレレと（息を吸いながら声を出す eefing などの技巧を使った）「ジャズ効果 (jazz effects)」の伴奏で、1925年10月5日に録音し、Victor 19828-A としてリリースした。1920年代後半、ビクターは、スタンリーとビリー・マレイにデュエットを組ませ、一連のヒット作を制作した。

## 後年
スタンリーは、証券市場に多額の投資をしており、一生の蓄えを1929年の株式大暴落によって失ったひとりであったとされている。1931年ころ、スタンリーはロンドンへ移り住み、1934年から1937年にかけて、HMVで多数のレコードを吹き込んだ。後に内緒話として打ち明けた所によると、1931年にファーネス子爵夫人テルマ・ファーネスの邸宅で、ウォリス・シンプソンをウィンザー公爵エドワード王子（後のイギリス国王エドワード8世）を紹介して、知らぬ間に、自らの（エドワードへの）思いを終わらせることになってしまった、という。さらに後年の彼女は、歌唱法を指導する教師、指導者として働いた。スタンリーは、カリフォルニア州ロサンゼルスで没した。